# Joseph Winlock

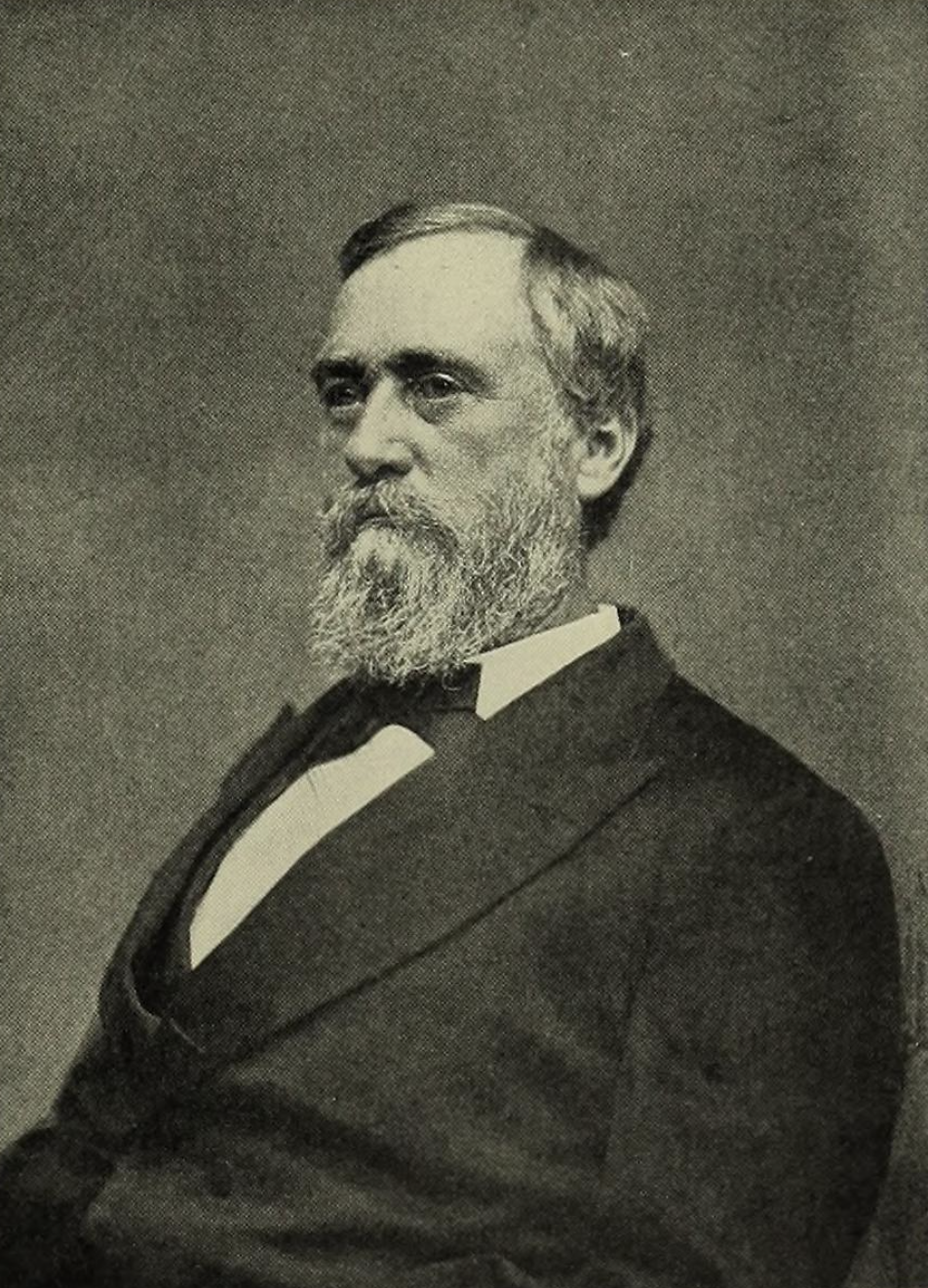
Joseph Winlock

Joseph Winlock (* 6. Februar 1826 in Shelby County (Kentucky); † 11. Juni 1875 in Cambridge (Massachusetts)) war ein US-amerikanischer Astronom und Mathematiker.

## Leben
Winlock war von 1858 bis 1859 sowie von 1861 bis 1866 Direktor des „Nautical Almanac Office“ und damit verantwortlicher Herausgeber des American Ephemeris and Nautical Almanac und zudem ab 1859 Leiter des „Department of Mathematics“ an der “U.S. Naval Academy”. Er folgte im Jahr 1866 auf George Phillips Bond als Direktor des Harvard-College-Observatoriums. Diesen Posten sowie seine Professur für Astronomie hatte er bis zu seinem Tod inne. Er beobachtete Galaxien und Nebel mit einem im Jahr 1847 installierten 15-Zoll-Merz-Refraktor.
Winlock war mit Isabell geb. Lane verheiratet. Aus der Ehe stammte die älteste Tochter Anne, die wegen ihrer Rechenkünste als „menschlicher Computer“ in Harward geachtet wurde; von einer anderen Tochter stammte der Ägyptologe Herbert E. Winlock ab.
1853 wurde Winlock in die American Academy of Arts and Sciences gewählt. 1863 gehörte er zu den Gründungsmitgliedern der National Academy of Sciences. 1970 wurde der Mondkrater Winlock nach ihm benannt.

## Entdeckungen
Belegt sind zwei Beobachtungen aus dem Jahr 1867, die mit einer NGC-Nummer eindeutig Winlock zuzuschreiben sind:
- NGC 5872 (Linsenförmige Galaxie)
- NGC 5883 (Linsenförmige Galaxie)

In seiner Zeit als Direktor werden seinen Assistenten weitere elf Entdeckungen zugeschrieben.